# Miltochrista karenkonis
Miltochrista karenkonis là một loài bướm đêm thuộc phân họ Arctiinae, họ Erebidae.